# Феррейра, Жозе Алвеш
Жозе́ А́лвеш Ферре́йра (порт. José Alves Ferreira; 1891—19??) — португальский военачальник, политик, временно исполнявший обязанности генерал-губернатора Португальской Индии в 1948 году.
О данном губернаторе практически отсутствует хотя бы минимально объёмная информация. Имя военачальника и политика зачастую всего лишь только упоминается в перечнях генерал-губернаторов Португальской Индии 1910—1961 годов, как, например, в статье о выпуске монет и банкнот для колонии в Гоа.